# イエティ (ゲームブランド)
イエティ (Yeti) は、日本のコンピュータゲームブランド。2005年活動開始。ブランド運営元は美少女ゲーム・アダルトゲーム系のゲームソフト流通業者・株式会社ヴューズ。
主にパソコン用アダルトゲームのコンシューマ移植版を販売している。2007年12月20日にブランド初のオリジナル作品『Myself ; Yourself』を、2012年6月14日に2作目のブランドオリジナル作品『ルートダブル -Before Crime * After Days-』を発売。

## 作品一覧
- Dear My Friend 〜Love like powdery snow〜（2005年4月28日発売、light原作、PS2）
- こんねこ 〜keep a memory green〜（2005年10月27日、ま〜まれぇど原作、PS2）
- 魂響 〜御霊送りの詩〜（2006年6月29日、あかべぇそふとつぅ原作、PS2）
- 世界ノ全テ -two of us-（2006年9月28日、たまソフト原作、PS2）
- Myself ; Yourself（2007年12月20日、オリジナル、PS2）
- シークレットゲーム -KILLER QUEEN-（2008年8月21日、同人サークルFLAT『キラークイーン』原作、PS2）
  - シークレットゲーム PORTABLE（2010年5月27日、PSP）
  - シークレットゲーム KILLER QUEEN for Nintendo Switch（2018年9月27日、Nintendo Switch）
- 恋姫†夢想 〜ドキッ☆乙女だらけの三国志演義〜（2008年11月20日、BaseSon原作、PS2）
- 戦極姫 -戦乱に舞う乙女達-（2009年11月12日、げーせん18原作、PS2・PSP）
- 真・恋姫†夢想 〜乙女繚乱☆三国志演義〜（BaseSon原作）
  - 真・恋姫†夢想 〜乙女繚乱☆三国志演義〜 呉編（2010年9月22日、PSP）
  - 真・恋姫†夢想 〜乙女繚乱☆三国志演義〜 魏編（2010年10月28日、PSP）
  - 真・恋姫†夢想 〜乙女繚乱☆三国志演義〜 蜀編（2010年11月25日、PSP）
  - 真・恋姫†夢想 〜乙女繚乱☆三国志演義〜（2011年11月10日、PS2）（上記PSP版三タイトルをPS2移植したもの）
- ルートダブル -Before Crime * After Days-（2012年6月14日、オリジナル、XBOX 360）
  - ルートダブル -Before Crime * After Days-（2012年9月28日、Windows）
  - ルートダブル -Before Crime * After Days-（2013年10月24日、PS3）
- リベリオンズ Secret Game 2nd Stage（2013年3月28日、FLAT『シークレットゲーム CODE:Revise』原作、PSP）
  - シークレットゲーム KILLER QUEEN for Nintendo Switch（2018年9月27日、Nintendo Switch）
- 真・恋姫†夢想 〜乙女対戦★三国志演義〜（2013年5月31日、アールシーアイ原作、Windows）
  - 真・恋姫†夢想 〜乙女対戦★三国志演義〜（2014年2月20日、PS3）
- 古色迷宮輪舞曲 La Roue de fortune（2013年9月26日、Yatagarasu『古色迷宮輪舞曲 〜HISTOIRE DE DESTIN〜』原作、PS Vita）
- 恋姫†演武（2015年11月26日、PS4・PS3）
- Clover Day's（2016年8月25日、ALcot原作、PS Vita）
- まいてつ -PURE STATION-（2018年7月26日、Lose原作、PS4、Windows）

## 開発中止作品一覧
1. 車輪の国、向日葵の少女（あかべぇそふとつぅ原作）

- 当初はファンディスク『車輪の国、悠久の少年少女』を同時収録した移植版を、プラットフォームが未定のまま開発が進められていたが、2010年6月24日に開発中止を発表。代わりに5pb.がプラットフォームをXbox 360に移して開発を継続することになった。